# Янссон, Хелена
Хелена Янссон (швед. Helena Jansson; 28 августа 1985, Шёвде (швед. Skövde), Швеция) — шведская ориентировщица, призёр чемпионатов мира и Европы по спортивному ориентированию.
Обладательница шести медалей юниорских чемпионатов мира (англ. Junior World Orienteering Championships),
две из которых золотые.
В 2008 году на чемпионате Европы в Вентспилсе завоевала бронзовую медаль в спринте и золото в эстафете.
В том же 2008 году, но уже на чемпионате мира в Чехии повторила свой успех в спринте, завоевав бронзовую медаль. 

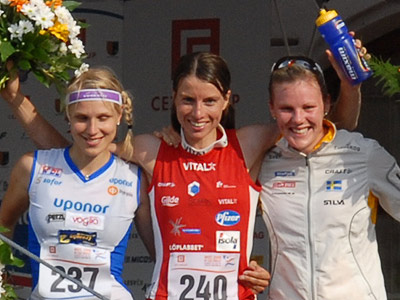
Награждение женского спринта на ЧМ 2008. Слева направо: Минна Кауппи (2), Хаускен, Анне Маргрете (1) и Хелена Янссон (3)

На чемпионате мира 2011 во Франции Хелена завоевала медали во всех видах программы: золото на средней дистанции, серебро в спринте и бронзовые медали на длинной дистанции и в эстафете.